# Jorge Miguel Ortega
Jorge Miguel Ortega Salinas (n. Caacupe, Paraguay; 16 de abril de 1991) es un futbolista paraguayo. Juega de delantero y su actual equipo es Tacuary de la Primera División.

## Trayectoria

### Tacuary y debut en Primera División
Ortega se inició en las divisiones inferiores del Tacuary a los 14 años, club en el que permaneció hasta el momento de su debut, el 25 de julio de 2007 contra el Club Sol de América. Debido a su buen rendimiento durante los años posteriores se haría más constante su participación con el club al punto de quedar como titular a pesar de su corta edad.
El 2012 no sería uno de sus mejores años, porque a pesar de haber participado de la Copa Sudamericana 2012 y así haber tomado parte por primera vez en una competencia internacional, terminaría el año descendiendo a la División Intermedia con el Club Tacuary. Aquel año fue uno de los goleadores del torneo con 9 goles
En 2013 sin embargo no jugaría en la División Intermedia porque el DT Francisco Arce pediría por él para incorporarlo al equipo que en ese entonces dirigía, el Club Rubio Ñu, y de este modo Ortega se convertiría en nuevo jugador del albiverde.
Su paso por Rubio Ñu sería muy corto, estando sólo los primeros seis meses del 2013. Jugó al lado de Fabián Balbuena.

### Cerro Porteño
A mediados del 2013, luego de anotar 8 goles en el primer semestre, fue confirmado como nuevo refuerzo de Cerro Porteño a préstamo por un año, fue un pedido especial de Francisco Arce. Jugó la Copa Sudamericana 2013, donde fue eliminado por la Universidad Católica. A pesar de no tener continuidad, fue campeón del Torneo Clausura 2013 (Paraguay), ganando así su primer campeonato a nivel profesional. Jugó al lado de Junior Alonso y Miguel Almirón.
En 2014 concreta su retorno a Rubio Ñu, donde se convierte en goleador del equipo anotando 9 goles en 18 presentaciones con un promedio de 1 gol cada 2 partidos.

### Junior de Barranquilla
A mediados del 2014 se confirma el traspaso del atacante paraguayo al Junior de Barranquilla para reemplazar a Édison Toloza quien se marchó al fútbol chino. Firmó por una temporada. Ortega hizo su debut en el fútbol colombiano el 2 de agosto de 2014 en un encuentro donde su equipo enfrentó al Águilas Doradas por la tercera fecha de la Liga Postobón. Jugó al lado de sus compatriotas Nery Bareiro y Roberto Ovelar. A finales del 2014 llega a un acuerdo con la gerencia de Junior para la rescisión de su contrato.
En la temporada 2015 ficha por el Sportivo Luqueño convirtiéndose en una de las principales figuras del equipo que alcanza las semifinales de la Copa Sudamericana 2015, hazaña que marcó un hito histórico para el conjunto auriazul que de esta manera firmó su mejor participación en un torneo internacional en sus 94 años de vida. Ortega disputó 8 partidos con Luqueño en el certamen y logró anotar 4 goles.
Luego de una gran temporada en Paraguay, equipos del extranjero como Peñarol y Coritiba se interesaron en el sicario, siendo justamente el último equipo en mención quien terminaría fichándolo el 8 de febrero del 2016 por una temporada. Fue presentado con el dorsal número 18. Jugó al lado de sus compatriotas Nery Bareiro, César Benítez y Enrique Cáceres.
Luego de un mal paso por Brasil, regresa a Paraguay para jugar el primer semestre del 2017 en Rubio Ñu. Luego de un buen semestre es fichado por Huachipato de Chile por una temporada y media. En Chile, fue uno de los goleadores de la Copa Chile 2017. Jugó al lado de su compatriota Sergio Bareiro.

### Club Olimpia
Fue presentado el 5 de marzo del 2018 como nuevo jugador del "decano" paraguayo por 3 temporadas. Con Olimpia fue campeón del fútbol paraguayo, siendo uno de los máximos goleadores del torneo.

### Colón de Santa Fe
En agosto del 2019 es confirmado como nuevo refuerzo de Colón de Santa Fe, como refuerzo para la Copa Sudamericana 2019. Compartió camerinos con su compatriota Marcelo Estigarribia. Disputó la final de la Copa Sudamericana 2019 frente a Independiente del Valle.
A inicios del 2021 luego de quedar como jugador libre, fue ofrecido a Universitario de Deportes. Sin embargo, la directiva crema se inclinó por otras opciones.

### Macará
El 22 de junio de 2021 fue anunciado como fichaje del Club Deportivo Macará de la Serie A de Ecuador.

## Selección nacional
Ha sido internacional con la selección de fútbol Sub-20 de Paraguay. Fue convocado para afrontar el Campeonato Sudamericano de Fútbol Sub-20 de 2011 en Perú, siendo eliminado en la fase de grupos. Jugó al lado de Gustavo Gómez.

## Estadísticas

### Clubes
| Club                      | Temporada     | Liga     | Liga  | Copas nacionales(1) | Copas nacionales(1) | Torneos internacionales(2) | Torneos internacionales(2) | Total    | Total |
| Club                      | Temporada     | Partidos | Goles | Partidos            | Goles               | Partidos                   | Goles                      | Partidos | Goles |
| ------------------------- | ------------- | -------- | ----- | ------------------- | ------------------- | -------------------------- | -------------------------- | -------- | ----- |
| Tacuary Paraguay          | 2007          | -        | -     | -                   | -                   | -                          | -                          | -        | -     |
| Tacuary Paraguay          | 2008          | -        | 2     | -                   | -                   | -                          | -                          | -        | 2     |
| Tacuary Paraguay          | 2009          | -        | 2     | -                   | -                   | -                          | -                          | -        | 2     |
| Tacuary Paraguay          | 2010          | 12       | 1     | -                   | -                   | 0                          | 0                          | 12       | 1     |
| Tacuary Paraguay          | 2011          | 34       | 4     | -                   | -                   | 0                          | 0                          | 34       | 4     |
| Tacuary Paraguay          | 2012          | 39       | 9     | -                   | -                   | 2                          | 0                          | 41       | 9     |
| Tacuary Paraguay          | Total club    | 85       | 18    | -                   | -                   | 2                          | 0                          | 87       | 18    |
| Rubio Ñu Paraguay         | 2013          | 15       | 8     | -                   | -                   | 0                          | 0                          | 15       | 8     |
| Rubio Ñu Paraguay         | 2014          | 18       | 9     | -                   | -                   | 0                          | 0                          | 18       | 9     |
| Rubio Ñu Paraguay         | Total club    | 33       | 17    | -                   | -                   | 0                          | 0                          | 33       | 17    |
| Junior · Colombia         | 2014          | 5        | 0     | 3                   | 0                   | 0                          | 0                          | 8        | 0     |
| Junior · Colombia         | Total club    | 5        | 0     | 3                   | 0                   | 0                          | 0                          | 8        | 0     |
| Sportivo Luqueño Paraguay | 2015          | 38       | 11    | -                   | -                   | 8                          | 4                          | 46       | 15    |
| Sportivo Luqueño Paraguay | Total club    | 38       | 11    | -                   | -                   | 8                          | 4                          | 46       | 15    |
| Coritiba · Brasil         | 2016          | 13       | 1     | 3                   | 0                   | 0                          | 0                          | 16       | 1     |
| Coritiba · Brasil         | Total club    | 13       | 1     | 3                   | 0                   | 0                          | 0                          | 16       | 1     |
| Rubio Ñu Paraguay         | 2017          | 20       | 7     | -                   | -                   | 0                          | 0                          | 20       | 7     |
| Rubio Ñu Paraguay         | Total club    | 20       | 7     | -                   | -                   | 0                          | 0                          | 20       | 7     |
| Huachipato · Chile        | 2017          | 14       | 4     | 7                   | 6                   | 0                          | 0                          | 21       | 10    |
| Huachipato · Chile        | Total club    | 14       | 4     | 7                   | 6                   | 0                          | 0                          | 21       | 10    |
| Olimpia Paraguay          | 2018          | 28       | 13    | 4                   | 2                   | 0                          | 0                          | 32       | 15    |
| Olimpia Paraguay          | 2019          | 18       | 10    | 1                   | 1                   | 7                          | 0                          | 26       | 11    |
| Olimpia Paraguay          | Total club    | 46       | 23    | 5                   | 3                   | 7                          | 0                          | 58       | 26    |
| Colón Argentina           | 2019          | 1        | 0     | 1                   | 0                   | 1                          | 0                          | 3        | 0     |
| Colón Argentina           | Total club    | 1        | 0     | 1                   | 0                   | 1                          | 0                          | 3        | 0     |
| Macará · Ecuador          | 2021          | 0        | 0     | 0                   | 0                   | -                          | -                          | 0        | 0     |
| Macará · Ecuador          | Total club    | 0        | 0     | 0                   | 0                   | -                          | -                          | 0        | 0     |
| Total carrera             | Total carrera | 255      | 81    | 19                  | 9                   | 18                         | 4                          | 292      | 94    |

## Palmarés

### Títulos nacionales
| Título           | Club    | País     | Año    |
| ---------------- | ------- | -------- | ------ |
| Primera División | Olimpia | Paraguay | 2018-A |
| Primera División | Olimpia | Paraguay | 2018-C |
| Primera División | Olimpia | Paraguay | 2019-A |

### Distinciones individuales
| Distinción                | Año  |
| ------------------------- | ---- |
| Goleador de la Copa Chile | 2017 |